# This is the Modern World
This is the Modern World es el segundo álbum de estudio de la banda inglesa The Jam. Producido por Vic Smith y Chris Parry, al igual que su predecesor In the City. Lanzado en noviembre de 1977 por el sello Polydor Records.

## Listado de canciones
1. "The Modern World" (2:30)
2. "London Traffic" (1:49)
3. "Standards" (2:28)
4. "Life From A Window" (2:52)
5. "The Combine" (2:20)
6. "Don't Tell Them You're Sane" (3:40)
7. "In The Street Today" (1:30)
8. "London Girl" (2:40)
9. "I Need You (For Someone)" (2:41)
10. "Here Comes The Weekend" (3:30)
11. "Tonight At Noon" (3:01)
12. "In The Midnight Hour" (1:53)
The Jam
- Paul Weller - Guitarra y voz.

- Bruce Foxton - Bajo y coros.

- Rick Buckler - Batería.

- Datos: Q1082997